# Nilla Fischer
Åsa Nilla María Fischer (Kristianstad, 2 de agosto de 1984) es una exfutbolista sueca. Jugaba como defensa y su último equipo fue el Linköping FC de la Damallsvenskan, club en el que se retiró en diciembre de 2022. Durante su estadía en el Wolfsburgo (2013-2019) fue tetracampeona de la Bundesliga, levantó cinco Copas de Alemania y conquistó la Liga de Campeones 2013-14.
De 2001 a 2022 acumuló 189 partidos en la selección de Suecia, consiguiendo la medalla de plata en los Juegos Olímpicos de Río de Janeiro 2016 y la medalla de bronce en los Mundiales de Alemania 2011 y Francia 2019.

## Trayectoria
Al crecer, Nilla Fischer jugó para el equipo de su ciudad natal Verums GOIF, que en 2017 cambió el nombre de su campo de juego a Nillavallen en su honor. La joven de 14 años continuó su trayectoria en el Vittsjö GIK de la tercera división sueca y pasó a debutar en la máxima categoría en 2000 con el Kristianstads DFF, hasta su despedida del club en 2003. 

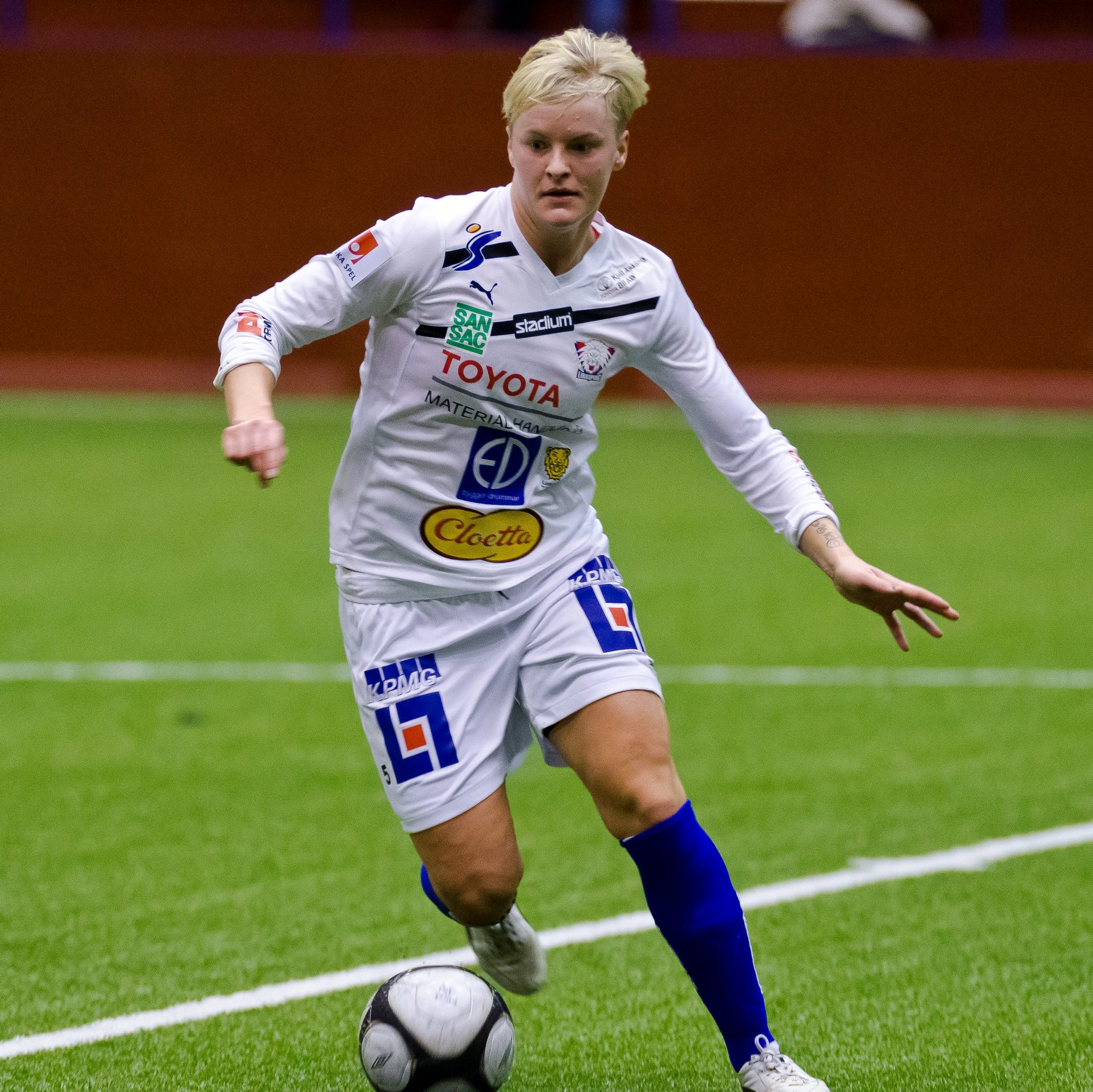
Fischer jugando para el Linköping en 2012.

En 2003 fichó por el LdB Malmö, en el que pasó ocho años. Aquí se consolidó de inmediato como jugadora habitual y contribuyó a que el equipo se ubicara en los primeros puestos de la tabla pero sin poder romper con la supremacía del Umeå IK. Recién en 2010 conquistó por primera vez el campeonato sueco para al año siguiente defender el título y hacerse con la Supercopa de Suecia.
En 2012 se unió al Linköping. Tras una gran actuación en la Eurocopa 2013 en la que fue la segunda máxima goleadora pese a jugar como central, fichó por el Wolfsburgo, club en el que obtendría sus mayores éxitos.
Con el equipo alemán debutó el 7 de septiembre de 2013 en la primera fecha de la Bundesliga 2013-14, un empate a un gol ante el Bayern de Múnich. Pasó a ganar la Liga de Campeones 2013-14 tras imponerse en la final ante el Tyresö FF con un 4-3 y fue nombrada tercera mejor jugadora del año en Europa por la UEFA. Junto a Las Lobas ha ganado la Bundesliga en las temporadas 2013-14, 2016-17, 2017-18, 2018-19 y todas las ediciones de la Copa de Alemania desde 2015 hasta 2019. Después de 6 años en el club y 1 año antes de que expirara su contrato, Fischer anunció su salida del Wolfsburgo.
En 2019 dejó Alemania para regresar al Linköping sueco.
El 12 de diciembre de 2022, anunció su retiro del fútbol con la intención de comenzar sus estudios para volverse oficial de policía.

## Estadísticas

### Clubes
| Club              | País     | Año         |
| ----------------- | -------- | ----------- |
| Vittsjö GIK       | Suecia   | 1998 - 2000 |
| Kristianstads DFF | Suecia   | 2000 - 2003 |
| LdB FC Malmö      | Suecia   | 2003 - 2012 |
| Linköpings FC     | Suecia   | 2012 - 2013 |
| VfL Wolfsburgo    | Alemania | 2013 - 2019 |
| Linköpings FC     | Suecia   | 2019 - 2022 |

## Selección nacional
La futbolista sueca ha jugado en cuatro Mundiales (China 2007, Alemania 2011, Canadá 2015 y Francia 2019), tres Juegos Olímpicos (Pekín 2008, Londres 2012 y Río de Janeiro 2016) y tres Eurocopas (Finlandia 2019, Suecia 2013 y Países Bajos 2017). Consiguió la medalla de bronce en los Mundiales de 2011 y 2019 y la medalla de plata en Río de Janeiro.
Fischer debutó con la selección mayor de Suecia el 12 de enero de 2001 en una derrota amistosa por 2-1 ante Noruega. Al mismo tiempo se abrió camino en las categorías menores de su país.
Participó en la Copa del Mundo de 2007, pero las suecas no alcanzaron a superar la fase de grupos. En los Juegos Olímpicos de 2008 marcó el gol de la victoria ante Argentina en la fase de grupos. Su país llegó a los cuartos de final pero encontró su verdugo en Alemania que lo eliminó con un 0-2 en el tiempo extra.
También disputó la Eurocopa 2009, donde fue eliminada en cuartos de final por Noruega. Sin embargo, el premio consuelo de las suecas fue haberse clasificado a la Copa del Mundo de 2011. En el mundial entró como suplente en los dos primeros partidos de la fase de grupos. En el choque contra Estados Unidos para decidir al primero del grupo C, reemplazó a la suspendida capitana Caroline Seger en el once inicial. En este encuentro, Fisher sorprendió a la portera Hope Solo con un tiro libre desviado que puso el 2-0 parcial a favor de Suecia, partido que terminó ganando el país nórdico por 2-1 en lo que fue la primera derrota de Estados Unidos en una fase de grupos de una Copa Mundial Femenina. Al vencer a las estadounidenses, Suecia avanzó invicta a los cuartos de final donde superó a Australia con un 3-1. Fisher recibió su segunda tarjeta amarilla del torneo contra las australianas, con lo cual fue suspendida para las semifinales que perdieron 3-1 ante Japón. Sin embargo las suecas se llevaron el bronce al ganar el partido por el tercer puesto venciendo a Francia por 2-1.

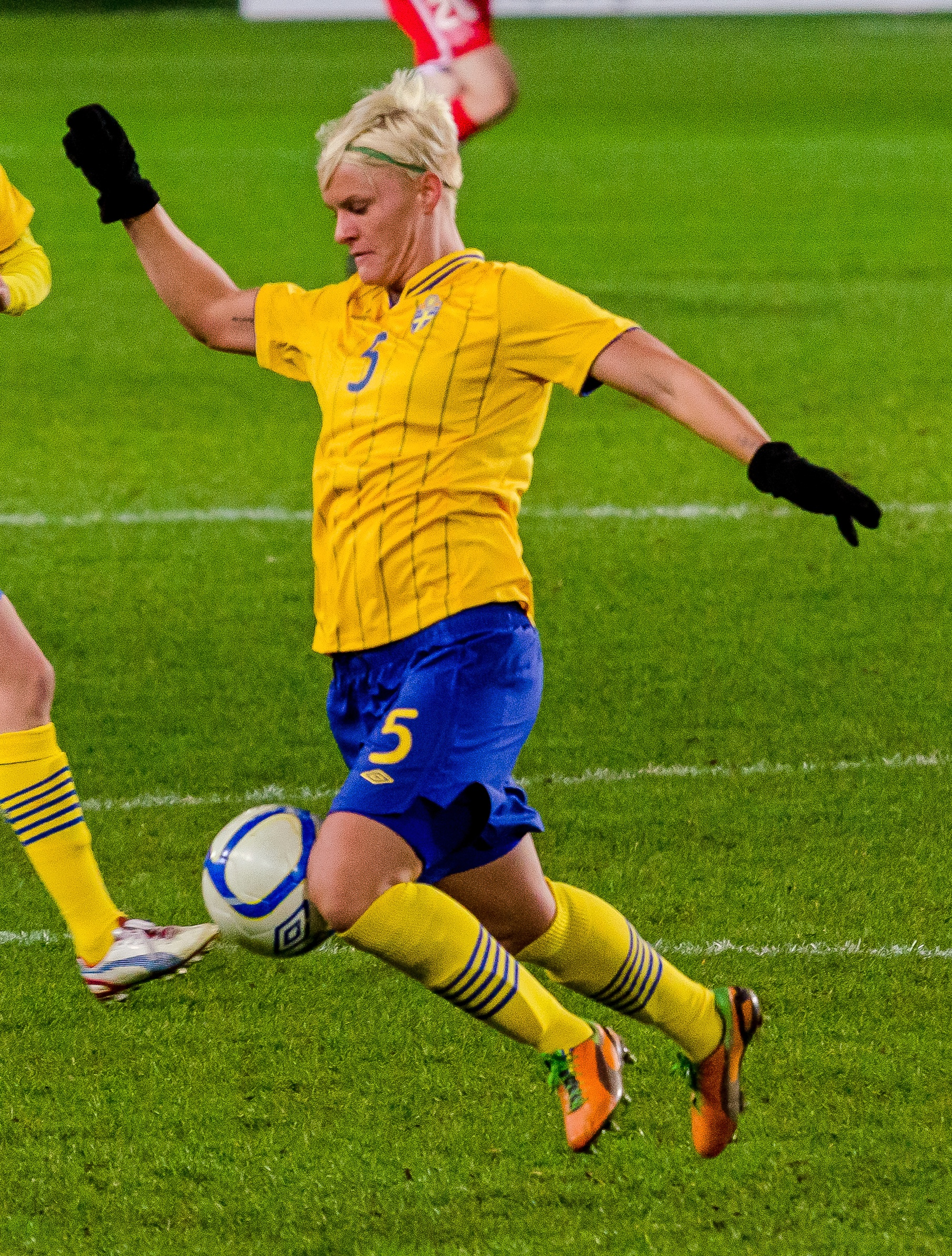
Fischer con la casaca sueca en 2012.

Fisher estuvo presente en los Juegos Olímpicos de 2012, pisando el césped en tres partidos. Anotó el primer gol de las suecas en el torneo en la victoria por 4-1 sobre Sudáfrica. También le dio a Suecia una ventaja de 1-0 en los cuartos de final contra Francia, pero fue eliminada tras la remontada francesa por 1-2.
El 1 de junio de 2013, ingresó al Club de los 100 de la FIFA al jugar su centenar de partidos internacionales en una victoria por 2-1 sobre Noruega.
Estuvo presente en la Eurocopa 2013 que comenzó con Fischer rescatando un punto para su país al marcar el gol del empate 1-1 frente a Dinamarca. Más tarde en el duelo frente a Finlandia, contribuyó con 2 tantos en la goleada sueca por 0-5. Tras la victoria por 3-1 ante Italia, las helvéticas alcanzaron los cuartos de final donde se midieron ante Islandia, a quien eliminaron del torneo con un contundente 4-0. Las dirigidas por Pia Sundhage se toparon con las favoritas de Alemania en la semifinal y el sueño continental de las suecas llegó a su fin tras la victoria de las eventuales campeonas por la mínima.
En mayo de 2015 fue convocada para la Copa del Mundo de 2015. Participó en los cuatro partidos, anotó un gol en la fase de grupos contra Nigeria pero Alemania fue su verdugo en los octavos de final. Como resultado, las suecas también se perdieron la clasificación directa para los Juegos Olímpicos de 2016, pero pudieron ganar el boleto en el torneo de clasificación en marzo de 2016.
En los Juegos Olímpicos, donde disputó los seis partidos de su país, llegó a la final con su equipo, consiguiendo la plata olímpica por segunda vez consecutiva. En el camino, marcó el único gol en la única victoria de Suecia en la fase de grupos contra Sudáfrica. Luego eliminaron a las defensoras del título Estados Unidos y al anfitrión Brasil en los penales, donde Fischer no desperdició su oportunidad desde los once pasos. Sin embargo la costumbre de despedirse de un torneo en manos de las alemanas se cumplió una vez más, y en la final, en la que Fischer celebró su 150 partidos internacionales, cayeron 2-1 ante las germanas.
Poco después de los Juegos Olímpicos, se clasificó con su selección a la Eurocopa 2017. Fischer jugó en los partidos de la fase de grupos contra Alemania (primer empate entre las dos selecciones) y Rusia (2-0) y en cuartos de final, en el que las helvéticas cayeron 2-0 ante los Países Bajos.
En la clasificación al Mundial de 2019, disputó los siete partidos y consiguió el boleto a dicho torneo. Ya en la Copa del Mundo, jugó dos de los tres duelos en la fase de grupos que Suecia logró superar con un segundo puesto. Tras una victoria por la mínima ante Canadá en los octavos de final, las suecas se encontraron con Alemania en la siguiente instancia y, luego de 24 años sin conocer la victoria ante las alemanas, el conjunto sueco se sacó del zapato la espina germana con una victoria por 1-2, clasificándose además a los Juegos Olímpicos de 2020. En las semifinales perdieron ante las campeonas europeas de los Países Bajos con un gol a los 99 minutos de la prórroga, pero luego pudieron ganar el partido por el tercer puesto contra Inglaterra.
El 27 de septiembre de 2022, Fischer anunció el fin de su carrera en la selección nacional.

## Partidos y goles marcados en Mundiales y Juegos Olímpicos
| Gol                                                | Partido | Fecha     | Ubicación      | Rival           | Alineación       | Min | Puntuación | Resultado        | Competición      |
| -------------------------------------------------- | ------- | --------- | -------------- | --------------- | ---------------- | --- | ---------- | ---------------- | ---------------- |
| Mundial de China 2007                              |         |           |                |                 |                  |     |            |                  |                  |
|                                                    | 1       | 14-9-2007 | Chengdu        | Estados Unidos  | 65' ( Sjögran)   |     |            | 0-2 (PP)         | Fase de grupos   |
|                                                    | 2       | 18-9-2007 | Tianjin        | Corea del Norte | Principal        |     |            | 2-1 (PG)         | Fase de grupos   |
| China Pekín 2008 Fútbol en los Juegos Olímpicos    |         |           |                |                 |                  |     |            |                  |                  |
|                                                    | 3       | 6-8-2008  | Tianjin        | China           | 76' ( Landström) |     |            | 1-2 (PP)         | Fase de grupos   |
| 1                                                  | 4       | 9-8-2008  | Tianjin        | Argentina       | Principal        | 58  | 1-0        | 1-0 (PG)         | Fase de grupos   |
|                                                    | 5       | 12-8-2008 | Beijing        | Canadá          | 27' ( Landström) |     |            | 2-1 (PG)         | Fase de grupos   |
| Mundial de Alemania 2011                           |         |           |                |                 |                  |     |            |                  |                  |
|                                                    | 6       | 28-6-2011 | Leverkusen     | Colombia        | 69' ( Seger)     |     |            | 1-0 (PG)         | Fase de grupos   |
|                                                    | 7       | 2-7-2011  | Augsburg       | Corea del Norte | 86' ( Sjögran)   |     |            | 1-0 (PG)         | Fase de grupos   |
| 2                                                  | 8       | 6-7-2011  | Wolfsburg      | Estados Unidos  | 88' ( Sembrant)  | 35  | 2-0        | 2-1 (PG)         | Fase de grupos   |
|                                                    | 9       | 10-7-2011 | Augsburg       | Australia       | 67' ( Forsberg)  |     |            | 3-1 (PG)         | Cuartos de final |
|                                                    | 10      | 16-7-2011 | Sinsheim       | Francia         | 73' ( Sembrant)  |     |            | 2-1 (PG)         | Tercer lugar     |
| Londres 2012 Fútbol en los Juegos Olímpicos        |         |           |                |                 |                  |     |            |                  |                  |
| 3                                                  | 11      | 25-7-2012 | Coventry       | Sudáfrica       | 61' ( Almgren)   | 7   | 1-0        | 4-1 (PG)         | Fase de grupos   |
|                                                    | 12      | 31-7-2012 | Newcastle      | Canadá          | 53' ( Dahlkvist) |     |            | 2-2 (PE)         | Fase de grupos   |
| 4                                                  | 13      | 3-8-2012  | Glasgow        | Francia         | Principal        | 18  | 1-0        | 1-2 (PP)         | Cuartos de final |
| Mundial de Canadá 2015                             |         |           |                |                 |                  |     |            |                  |                  |
| 5                                                  | 14      | 8-6-2015  | Winnipeg       | Nigeria         | Principal        | 31  | 2-0        | 3-3 (PE)         | Fase de grupos   |
|                                                    | 15      | 12-6-2015 | Winnipeg       | Estados Unidos  | Principal        |     |            | 0-0 (PE)         | Fase de grupos   |
|                                                    | 16      | 16-6-2015 | Edmonton       | Australia       | Principal        |     |            | 1-1 (PE)         | Fase de grupos   |
|                                                    | 17      | 20-6-2015 | Ottawa         | Alemania        | principal        |     |            | 1-4 (PP)         | Octavos de final |
| Rio de Janeiro 2016 Fútbol en los Juegos Olímpicos |         |           |                |                 |                  |     |            |                  |                  |
| 6                                                  | 18      | 3-8-2016  | Río de Janeiro | Sudáfrica       | Principal        | 76  | 1-0        | 1-0 (PG)         | Fase de grupos   |
|                                                    | 19      | 6-8-2016  | Río de Janeiro | Brasil          | Principal        |     |            | 1-5 (PP)         | Fase de grupos   |
|                                                    | 20      | 9-8-2016  | Brasília       | China           | 78' ( Berglund)  |     |            | 0-0 (PE)         | Fase de grupos   |
|                                                    | 21      | 12-8-2016 | Brasília       | Estados Unidos  | Start            |     |            | 1-1 (4-3 p) (PG) | Cuartos de final |
|                                                    | 22      | 16-8-2016 | Río de Janeiro | Brasil          | Principal        |     |            | 0-0 (4-3 p) (PG) | Semifinales      |
|                                                    | 23      | 19-8-2016 | Río de Janeiro | Alemania        | Principal        |     |            | 1-2 (PP)         | Final            |
| Mundial de Francia 2019                            |         |           |                |                 |                  |     |            |                  |                  |
|                                                    | 24      | 11-6-2019 | Rennes         | Chile           | Principal        |     |            | 2-1 (PG)         | Fase de grupos   |
|                                                    | 25      | 16-6-2019 | Niza           | Tailandia       | Principal        |     |            | 5-1 (PG)         | Fase de grupos   |
|                                                    | 26      | 24-6-2019 | Paris          | Canadá          | Principal        |     |            | 1-0 (PG)         | Octavos de final |
|                                                    | 27      | 29-6-2019 | Rennes         | Alemania        | 66' ( Ilestedt)  |     |            | 2-1 (PG)         | Cuartos de final |
|                                                    | 28      | 3-7-2019  | Lyon           | Países Bajos    | Principal        |     |            | 0-1 (PP)         | Semifinal        |
|                                                    | 29      | 6-72019   | Niza           | Inglaterra      | Principal        |     |            | 2-1 (PG)         | Tercer puesto    |

## Partidos y goles marcados en Campeonatos Europeos
| Gol           | Partido | Fecha     | Ubicación  | Rival        | Alineación       | Min | Puntuación | Resultado | Competición      |
| ------------- | ------- | --------- | ---------- | ------------ | ---------------- | --- | ---------- | --------- | ---------------- |
| Eurocopa 2009 |         |           |            |              |                  |     |            |           |                  |
|               | 1       | 25-8-2009 | Turku      | Rusia        | 87' ( Svensson)  |     |            | 3-0 (PG)  | Fase de grupos   |
|               | 2       | 28-8-2009 | Turku      | Italia       | 66' ( Dahlkvist) |     |            | 2-0 (PG)  | Fase de grupos   |
|               | 3       | 4-9-2009  | Helsinki   | Noruega      | 46' ( Nilsson)   |     |            | 1-3 (PP)  | Cuartos de final |
| Eurocopa 2013 |         |           |            |              |                  |     |            |           |                  |
| 1             | 4       | 10-7-2013 | Gothenburg | Dinamarca    | 63' ( Göransson) | 36  | 1-1        | 1-1 (PE)  | Fase de grupos   |
| 2             | 5       | 13-7-2013 | Gothenburg | Finlandia    | Principal        | 15  | 1–0        | 5-0 (PG)  | Fase de grupos   |
| 3             | 5       | 13-7-2013 | Gothenburg | Finlandia    | Principal        | 36  | 2-0        | 5-0 (PG)  | Fase de grupos   |
|               | 6       | 16-7-2013 | Halmstad   | Italia       | Principal        |     |            | 3-1 (PG)  | Fase de grupos   |
|               | 7       | 21-7-2013 | Halmstad   | Islandia     | Principal        |     |            | 4-0 (PG)  | Cuartos de final |
|               | 8       | 24-7-2013 | Gothenburg | Alemania     | Principal        |     |            | 0-1 (PP)  | Semifinal        |
| Eurocopa 2017 |         |           |            |              |                  |     |            |           |                  |
|               | 9       | 17-7-2017 | Breda      | Alemania     | Principal        |     |            | 0-0 (PE)  | Fase de grupos   |
|               | 10      | 21-7-2017 | Deventer   | Rusia        | Principal        |     |            | 2-0 (PG)  | Fase de grupos   |
|               | 11      | 29-7-2017 | Doetinchem | Países Bajos | Principal        |     |            | 0-2 (PP)  | Cuartos de final |

## Palmarés

### Títulos nacionales
| Título              | Club           | País     | Año     |
| ------------------- | -------------- | -------- | ------- |
| Damallsvenskan      | LdB FC Malmö   | Suecia   | 2010    |
| Damallsvenskan      | LdB FC Malmö   | Suecia   | 2011    |
| Supercopa de Suecia | LdB FC Malmö   | Suecia   | 2011    |
| Bundesliga          | VfL Wolfsburgo | Alemania | 2013-14 |
| DFB Pokal           | VfL Wolfsburgo | Alemania | 2014-15 |
| DFB Pokal           | VfL Wolfsburgo | Alemania | 2015-16 |
| Bundesliga          | VfL Wolfsburgo | Alemania | 2016-17 |
| DFB Pokal           | VfL Wolfsburgo | Alemania | 2016-17 |
| Bundesliga          | VfL Wolfsburgo | Alemania | 2017-18 |
| DFB Pokal           | VfL Wolfsburgo | Alemania | 2017-18 |
| Bundesliga          | VfL Wolfsburgo | Alemania | 2018-19 |
| DFB Pokal           | VfL Wolfsburgo | Alemania | 2018-19 |

### Títulos internacionales
| Título            | Equipo              | Sede           | Año     |
| ----------------- | ------------------- | -------------- | ------- |
| Copa de Algarve   | Selección de Suecia | Portugal       | 2009    |
| Liga de Campeones | VfL Wolfsburgo      | Portugal       | 2013-14 |
| Juegos Olímpicos  | Selección de Suecia | Río de Janeiro | 2016    |

## Vida personal
Fischer trabaja a tiempo completo en el departamento Tecnología de la información de Svenska Handelsbanken.
Fischer es abiertamente lesbiana. En diciembre de 2013 contrajo matrimonio en Suecia con su pareja, Mariah-Michaela, quien dio a luz a su hijo en diciembre de 2017.